# Кызыл-Дебе
Кызыл-Дебе (кирг. Кызыл-Дөбө) — село в Кочкорском районе Нарынской области Кыргызстана. Входит в состав Кара-Сууского айылного аймака.

## География
Село расположено в северо-восточной части области, в высокогорной зоне, вблизи места впадения реки Восточный Каракол в реку Кочкор, на расстоянии приблизительно 38 километров (по прямой) к западу от села Кочкорки, административного центра района. Абсолютная высота — 2193 метра над уровнем моря.

## Население
Согласно оценочным данным Национального статистического комитета Кыргызской Республики, численность населения села на начало 2023 года составляла 2173 человека.
| год     | 2009 | 2014 | 2015 | 2020 | 2021 | 2023 |
| ------- | ---- | ---- | ---- | ---- | ---- | ---- |
| человек | 2085 | 2087 | 2071 | 2255 | 2239 | 2173 |